# Voorsterbos
Het Voorsterbos is een natuurgebied in de Noordoostpolder in de Nederlandse provincie Flevoland. Het ligt tussen Kraggenburg en Vollenhove, en is eigendom van Natuurmonumenten. Het is bijna 1000 ha groot. Het boscomplex maakt onderdeel uit van de Ecologische Hoofdstructuur en wordt doorsneden door de Zwolse Vaart. In het oosten wordt het gebied begrensd door het Kadoelermeer dat tevens de grens vormt met Overijssel. Naast het Voorsterbos zelf bestaat het gebied uit het Waterloopbos, het Wendelbos, het Kadoelerbos en de natuurontwikkelingsgebieden Voorsterveld, Kadoelerveld en vogelgebied de Zwarte Hoek.

## Geschiedenis
Bij de inpoldering van de Noordoostpolder kwam dit gebied als een keileembult tevoorschijn. Door deze grondsoort was dit gebied ongeschikt voor landbouw en werd het voor bosbouw bestemd. De eerste aanplant vond plaats in 1944. Het was oorspronkelijk een productiebos waar populieren en sparren waren aangeplant. In 1997 kwam een deel in bezit van Natuurmonumenten. Sindsdien kreeg het bos een natuurlijker structuur.

## Deelgebieden
Het Wendelbos is aangelegd in 2006 en 120 ha groot. Het is genoemd naar het dorp Wendele dat hier in de Middeleeuwen heeft gelegen. Hier zijn omstreeks de eeuwwisseling veel jonge bomen aangeplant, zoals wilgen, populieren, elzen, essen en fladderiepen.  In het Waterloopbos ontspringt de Voorsterbeek die door het Wendelbos stroomt.

## Natuur
Omstreeks 2010 broedden hier meer dan zestig vogelsoorten, waaronder kleine bonte specht, wielewaal, ijsvogel, wespendief en sperwer. De grote weerschijnvlinder werd hier waargenomen, evenals de libellensoorten: glassnijder, gevlekte glanslibel en beekrombout. Andere diersoorten zijn de boommarter en de otter. De laatste soort werd in het nabijgelegen Nationaal Park Weerribben-Wieden uitgezet. Van de plantensoorten kan krabbenscheer worden genoemd.
Door het gehele gebied zijn tal van wandelroutes uitgezet.